# Ema Magdinová
Ema Magdinová (* 4. Januar 1999 in Prievidza) ist eine slowakische Volleyballspielerin.

## Volleyballkarriere

### Vereinskarriere
Ema Magdinová begann in ihrer Heimatstadt mit dem Volleyball und wechselte zur Saison 2014/15 von VKŽ Prievidza zu dem Nachwuchsprojekt COP Nitra. Nach vier Spielzeiten wechselte innerhalb der Extraliga, welche die höchste Liga im slowakischen Volleyball ist, zum slowakischen Rekordmeister VK Slávia Bratislava. Seit ihrem Wechsel konnte sie mit ihrem Verein in jeder Saison mit Ausnahme der aufgrund der COVID-19-Pandemie abgebrochenen Saison 2019/20 den slowakischen Meistertitel gewinnen. Zudem sicherte sie sich mit ihrem Verein zwei Mal den Slovenský pohár (deutsch: „slowakischen Pokal“).

### Nationalmannschaftskarriere
Nachdem sie bereits im Juniorinnenbereich die Slowakei vertrat, debütierte Ema Magdinová am 8. Mai 2021 innerhalb der Qualifikation für die Europameisterschaft 2021 beim Spiel gegen den Kosovo für die slowakische Nationalmannschaft. Seitdem absolvierte sie 12 Spiele (Stand: 27. August 2023) für ihr Land und nahm unter anderem auch an der Europameisterschaft 2023 teil.

## Beachvolleyballkarriere
Während ihrer Zeit beim COP Nitra machte Ema Magdinová einen kurzen Abstecher zum Beachvolleyball und nahm in der Saison 2017 mit Emma Erteltová an den slowakischen Meisterschaften teil, wo sie den neunten Platz belegten. Im Anschluss nahmen die beiden auch an der U20-Europameisterschaft teil und belegten dort den 25. Platz.